# Українська синодальна церква
Украї́нська синода́льна (обновле́нська) це́рква (живоцерко́вники, обновле́нці) — автокефальна православна церковна організація («церковне згромадження»), яка діялa в Україні у 1925–1946 рр як автокефальна. Ідеологи цього руху виступали за оновлення церкви[якої?], демократизацію управління та модернізацію богослужіння.
У 1922–1927 рр. ця церква була єдиною православною організацією, яку визнавав окупаційний большевицький режим. До 1927 р. під омофор Української синодальної церкви перейшла майже половина всього єпископату Російської православної церкви Московського патріархату, бо 7 жовтня 1925 її автокефалію підтвердила Православна російська церква, яку «тихоновці» почали називати «обновленською».

## Історія
Рух за оновлення церкви виник на початку 1917 р. у Петрограді (Росія) і отримав назву «обновленство», як опозиція до «тихоновців», прибічників дійсного патріарха. На Помісному соборі РПЦ 1917–1918 рр. прибічники церковного оновлення (обновленці) не знайшли загальної підтримки.[джерело?] У 1922 р. обновленців стали використовувати органи Державного політичного управління (ДПУ) з метою розвалу РПЦ.[джерело?] Згідно з їх планом необхідно було відсторонити від управління РПЦ патріарха Тихона та «контрреволюційний» єпископат, поставити замість них маріонеткове церковне керівництво та за його допомогою розвалити церкву. Начальник VI відділення таємного відділу ДПУ Тучков докладав керівництву більшовицької партії: «Для здійснення цього завдання була утворена група, так звана „Жива церква“, яка складалася переважно з білих попів, що дало можливість посварити попів з єпископами приблизно як солдатів з генералами, бо між білим і чорним духівництвом існувала ворожнеча ще задовго до того часу, тому що останнє мало величезну перевагу в церкві та відгороджувало себе канонами від конкуренції білих попів на вищі ієрархічні посади. Ці обставини нами були враховані, і після цього ми приступили до виконання зазначеного завдання».
Органи ДПУ, скористувавшись голодом 1922 р., спробували дискредитувати єпископат церкви. Патріарх Тихон був ув'язнений за звинуваченням в організації «контрреволюційного» опору кампанії з вилучення церковних коштовностей, необхідних, нібито, для потреб голодуючих. Після цього група духовенства організувала Вище церковне управління Живої церкви (ВЦУ) і захопила владу у свої руки.

### Обновленство в Україні
31 серпня 1923 року в Полтаві відбулася сутичка між представниками «живої» і «традиційної» православних церков, яка завершилася бійкою під час хресного ходу, влаштованого «обновленцями». 2 вересня 1925 року в Мелітополі Донецької губернії відбувся обласний з'їзд «обновленців». Прибуло 60 делегатів. Проект резолюції про організацію при обновленських церквах гуртків для морального виховання молоді був провалений агентами радянської влади.
Живоцерковники розпочали перебудовувати церкву. Їхні реформи були спрямовані на зміну православної догматики й етики, спрощення богослужіння, ліквідацію інституту чернецтва та допущення багатошлюбності священиків й одруження єпископату, скасування патріаршества тощо. В середині серпня 1922 створено групу «Живої церкви» і в Чернігові.
Українські обновленці відгукнулися на заклики своїх одновірців. Вони сформували Вище церковне управління України, Криму та Галичини, або Всеукраїнське вище церковне управління (ВУВЦУ). На з'їздах новоцерковники закликали розгорнути «побудову церковнопарафіяльного життя на євангельських засадах свободи, братерства і рівності» та звільнити церкву «від кар'єристського чернецтва», під яким мали на увазі архієреїв, що не визнали ВЦУ. Живоцерковники незабаром узялися за виявлення і вигнання «чорносотенних» ієрархів православної церкви. Всеукраїнська антирелігійна комісія дала вказівки ДПУ та прокуратурі сприяти церковним реформаторам у цій адміністративній боротьбі з «тихоновщиною». В середині липня 1922 в Харкові на зборах священиків і мирян прийнято рішення про усунення від керівництва єпархією прихильника митрополита Тихона архієпископа Нафанаїла й про відрядження для цієї мети делегації до Вищої церковної ради. В усіх повітах губернії, крім Лебединського, було створено групи «Живої церкви».
У вересні в Київській губернії прихильники «Живої церкви» на чолі з єпископом Олексієм на засіданні єпархіальної ради поставили питання про усунення від керівництва єпархією прихильника митрополита Тихона єпископа Михайла й виступили проти постанови наради духовенства і єпископського собору у його підтримку. Після цього Київська обновленська група виокремила із свого складу тимчасове Вище церковне управління єпархією. Того ж місяця в Одесі створено групу «Живої церкви» під назвою «Церковний рух». Керівництво єпархією здійснював прихильник патріарха Тихона архієпископ Феодосій. Цього місяця у Миколаївській губернії створено групи прихильників «Живої церкви» в складі 27 священиків і 19 членів церковних рад у Херсоні Миколаївського повіту, Алешках Дніпровського повіту та Очакові Миколаївського повіту.
Однак Жива церква не мала великого впливу на православних. Так, на початку липня 1923 в Одесі голова Вищої церковної ради митрополит Євдоким закликав усіх священнослужителів припинити боротьбу з «Живою церквою» та об'єднатися з нею. Проте це не означало відмови радянської влади від боротьби з нею — в другій половині серпня 1922 року з ініціативи ЦК КП(б)У створено групу екзархістів на чолі з митрополитом Михайлом, які проводили боротьбу з «Живою церквою» і Українською автокефальною церквою, головною базою екзархістів була Києво-Печерська лавра. У серпні 1923 р. обновленці скасували майже всі свої радикальні нововведення, перейменували ВЦУ на традиційний Священний синод, позбулися «єпископів та попів, що скомпрометували себе». Жива церква, група Церковного відродження та Союз громад давньоапостольської церкви об'єдналися в Російську православну (синодальну) церкву. Відповідна реорганізація відбулася в церковному згромадженні українських обновленців. На своєму помісному соборі в жовтні 1923 р. вони проголосили створення Української синодальної церкви (УСЦ). Замість ВУВЦУ був сформований Всеукраїнський православний священний синод, головою якого обрали митрополита Пимена (Пєгова).
У другій половині 30-х рр. XX ст. більшість храмів УСЦ була ліквідована радянською владою. Незначна частина громад обновленців проіснувала до 1946 р.
Єпархії Української Синодальної церкви